# Таппен (Північна Дакота)
Таппен (англ. Tappen) — місто (англ. city) в США, в окрузі Кіддер штату Північна Дакота. Населення — 217 осіб (2020).

## Географія
Таппен розташований за координатами 46°52′18″ пн. ш. 99°37′38″ зх. д. / 46.87167° пн. ш. 99.62722° зх. д. (46.871611, -99.627115).  За даними Бюро перепису населення США в 2010 році місто мало площу 2,72 км², уся площа — суходіл.

## Демографія
Згідно з переписом 2010 року, у місті мешкало 197 осіб у 89 домогосподарствах у складі 52 родин. Густота населення становила 72 особи/км².  Було 106 помешкань (39/км²).
Расовий склад населення:
| - 97,0 % — білих - 0,5 % — чорних або афроамериканців - 1,5 % — осіб інших рас |

До двох чи більше рас належало 1,0 %. Частка іспаномовних становила 2,5 % від усіх жителів.
За віковим діапазоном населення розподілялося таким чином: 23,4 % — особи молодші 18 років, 61,9 % — особи у віці 18—64 років, 14,7 % — особи у віці 65 років та старші. Медіана віку мешканця становила 40,3 року. На 100 осіб жіночої статі у місті припадало 111,8 чоловіків;  на 100 жінок у віці від 18 років та старших — 118,8 чоловіків також старших 18 років.
Середній дохід на одне домашнє господарство  становив 59 373 долари США (медіана — 56 667), а середній дохід на одну сім'ю — 57 564 долари (медіана — 53 125). Медіана доходів становила 33 542 долари для чоловіків та 35 972 долари для жінок. За межею бідності перебувало 15,6 % осіб, у тому числі 14,6 % дітей у віці до 18 років та 15,8 % осіб у віці 65 років та старших.
Цивільне працевлаштоване населення становило 157 осіб. Основні галузі зайнятості: сільське господарство, лісництво, риболовля — 31,2 %, освіта, охорона здоров'я та соціальна допомога — 17,2 %, роздрібна торгівля — 14,0 %.